# Condado de Bacon
El condado de Bacon es un condado situado en el estado de Georgia, Estados Unidos de América. La enmienda constitucional para crear el condado fue propuesta el 7 de julio de 1914 y ratificada el 3 de noviembre del mismo año. Según el censo del 2000, la población era de 10 103 habitantes, y según una estimación de julio de 2007, de 10.507. La sede del condado es Alma..

## Geografía
De acuerdo con los datos de la Oficina del Censo de los Estados Unidos, el condado tiene una superficie total de 741 km², de los cuales, 738 km² son tierra y 3 km² (0,34%) son agua.

### Principales autopistas
- U.S. Highway 1
- U.S. Highway 23
- Georgia State Route 4
- Georgia State Route 19
- Georgia State Route 32
- Georgia State Route 64

### Condados adyacentes
- Condado de Appling (Nordeste)
- Condado de Pierce (Este)
- Condado de Ware (Sur)
- Condado de Coffee (Oeste)
- Condado de Jeff Davis (Noroeste)

## Demografía
Según datos del censo de los Estados Unidos de 2000, había 10 103 personas, 3833 viviendas y 2813 familias residiendo en el condado. La densidad de población era de 14 personas/km². Había 4464 unidades de vivienda con una densidad media de 6 por km².
La composición racial del condado era: 
- 81,48 % blancos
- 15,70 % negros o afroamericanos
- 0,15 % nativos americanos
- 0,30 % asiáticos
- 1,46 % de otras razas
- 0,91 % de dos o más razas

El 3,39 % de la población es hispana o latina de cualquier raza.
De las 3833 viviendas el 33,00 % tenían niños menores de 18 años viviendo en ellas, 55,20 % son parejas casadas que viven juntas, 14,10 % tenía una mujer sin un marido presente, y el 26,60 % no son familias. El 23,60 % de todas las viviendas se componían de personas solas y el 9,50 % tenía a alguien viviendo solo con 65 años de edad o más. El tamaño medio del hogar era 2,60 y el tamaño medio de la familia era 3,03.
En el condado la población estaba compuesta por un 26,20 % de menores de 18 años, 9,90 % de 18 a 24, 28,00 % de 25 a 44, 23,00 % de 45 a 64 y el 12,80 % tenían 65 años de edad o más. La media de edad fue de 35 años. Por cada 100 mujeres había 96,10 hombres. Por cada 100 mujeres de 18 años o más había 91,40 hombres.
El ingreso medio para un hogar en el condado es de $ 26 910, y los ingresos medios de una familia fue de $ 32 579. Los hombres tenían un ingreso medio de $ 27 780 frente a 19 049 dólares para las mujeres. La renta per cápita del condado fue de $ 14 289. Cerca del 20,20% de las familias y del 23,70 % de la población estaba por debajo del umbral de pobreza, de los que el 31,40 % eran menores de 18 años y el 25,70 % de 65 años o más.

## Localidades
- Alma
- Rockingham